# Kaiho Nakayama
Kaiho Nakayama (født 11. januar 1993) er en japansk fodboldspiller, som spiller for den japanske fodboldklub Giravanz Kitakyushu.